# Lạc Sơn
Lạc Sơn là một huyện cũ thuộc tỉnh Hòa Bình, Việt Nam.

## Địa lý
Huyện Lạc Sơn nằm ở phía nam của tỉnh Hòa Bình, có vị trí địa lý:
- Phía đông giáp huyện Yên Thủy
- Phía tây giáp huyện Tân Lạc và huyện Cao Phong
- Phía nam giáp huyện Bá Thước và huyện Thạch Thành thuộc tỉnh Thanh Hóa
- Phía bắc giáp huyện Kim Bôi.

Địa hình huyện chủ yếu là đồi núi, chia cắt bởi sông suối, xen kẽ là các cánh đồng nhỏ. Con sông lớn nhất chảy qua huyện là sông Bưởi, chảy sang huyện Thạch Thành, Thanh Hóa. Phía nam huyện có dãy núi đá vôi thuộc vườn quốc gia Cúc Phương ngăn cách Hòa Bình và Thanh Hóa.
Dân số 134.800 (thống kê năm 2019), bao gồm các dân tộc: chủ yếu là người Mường (90%), còn lại là, Kinh...

## Lịch sử
Tên gọi Lạc Sơn có từ năm 1887, thuộc đất động Lạc Thổ (1466), châu Lạc Yên (1836).
Trong giai đoạn 1886 - 1975, Lạc Sơn là một huyện của tỉnh Hoà Bình, rồi thuộc tỉnh Hà Sơn Bình từ năm 1975 - 1991 và trở lại tỉnh Hoà Bình từ năm 1991. Nơi đây có nhiều di chỉ khảo cổ thuộc nền văn hóa Hòa Bình.
Sau năm 1945, bỏ cấp phủ, châu, gọi chung là huyện. Huyện Lạc Sơn gồm 9 xã: Đại Đồng, Dân Tiến, Đoàn Kết, Kiết Thiết, Liên Cộng, Mỹ Hòa, Quyết Thắng, Thạch Bi và Tự Do.
Năm 1956, chuyển xã Lũng Vân thuộc huyện Bá Thước, tỉnh Thanh Hóa về huyện Lạc Sơn quản lý.
Ngày 2 tháng 1 năm 1955, chia xã Thạch Bi thành 9 xã: Địch Giáo, Quy Mỹ, Do Nhân, Tuân Lộ, Phong Phú, Phú Vinh, Mỹ Hòa, Quyết Chiến và Phú Cường.
Ngày 25 tháng 8 năm 1956, chia xã Dân Tiến thành 5 xã: Xuất Hóa, Bình Hẻm, Văn Nghĩa, Yên Phú và Mỹ Thành; chia xã Đại Đồng thành 4 xã: Liên Hòa, Yên Nghiệp, Đa Phúc và Ân Nghĩa.
Ngày 15 tháng 9 năm 1956, chia xã Quyết Thắng thành 6 xã: Ngổ Luông, Lỗ Sơn, Gia Mô, Phú Lương, Chí Đạo và Định Cư; chia xã Kiến Thiết thành 5 xã: Phúc Tuy, Chí Thiện, Ngọc Mỹ, Văn Sơn và Thượng Cốc; chia xã Liên Cộng thành 4 xã: Tân Mỹ, Hương Nhượng, Vũ Lâm và Liên Vũ.
Ngày 22 tháng 1 năm 1957, chia xã Đoàn Kết thành 5 xã: Thanh Hối, Đông Lai, Mãn Đức, Tử Nê và Quy Hậu; chia xã Mỹ Hòa thành 3 xã: Mỹ Hòa, Trung Hòa và Ngòi Hoa; chia xã Tự Do thành 3 xã: Ngọc Tân, Ngọc Sơn và Tự Do.
Ngày 15 tháng 10 năm 1957, chia huyện Lạc Sơn thành 2 huyện Lạc Sơn và Tân Lạc..
Ngày 27 tháng 12 năm 1975, huyện Lạc Sơn thuộc tỉnh Hà Sơn Bình, bao gồm thị trấn Vụ Bản và 28 xã: Ân Nghĩa, Bình Hẻm, Chí Đạo, Chí Thiện, Đa Phúc, Định Cư, Hương Nhượng, Liên Hòa, Liên Vũ, Miền Đồi, Mỹ Thành, Ngọc Lâu, Ngọc Sơn, Nhân Nghĩa, Phú Lương, Phúc Tuy, Quý Hòa, Tân Lập, Tân Mỹ, Thượng Cốc, Tự Do, Tuân Đạo, Văn Nghĩa, Văn Sơn, Vũ Lâm, Xuất Hóa, Yên Nghiệp, Yên Phú.
Ngày 26 tháng 12 năm 1990, chia xã Liên Hòa thành 2 xã Bình Cảng và Bình Chân.
Ngày 12 tháng 8 năm 1991, huyện Lạc Sơn thuộc tỉnh Hòa Bình vừa tái lập.
Ngày 27 tháng 3 năm 1999, chuyển xã Đa Phúc về huyện Yên Thủy quản lý.
Ngày 17 tháng 12 năm 2019, Ủy ban Thường vụ Quốc hội ban hành Nghị quyết số 830/NQ-UBTVQH14 về việc sắp xếp các đơn vị hành chính cấp huyện, cấp xã thuộc tỉnh Hòa Bình (nghị quyết có hiệu lực từ ngày 1 tháng 1 năm 2020). Theo đó:
- Sáp nhập 3 xã: Chí Thiện, Phú Lương và Phúc Tuy thành xã Quyết Thắng
- Sáp nhập 3 xã: Vũ Lâm, Bình Cảng và Bình Chân thành xã Vũ Bình
- Sáp nhập xã Liên Vũ vào thị trấn Vụ Bản.

Huyện Lạc Sơn có 1 thị trấn và 23 xã trực thuộc.

## Hành chính
Huyện Lạc Sơn có 24 đơn vị hành chính cấp xã trực thuộc, bao gồm thị trấn Vụ Bản (huyện lỵ) và 23 xã: Ân Nghĩa, Bình Hẻm, Chí Đạo, Định Cư, Hương Nhượng, Miền Đồi, Mỹ Thành, Ngọc Lâu, Ngọc Sơn, Nhân Nghĩa, Quý Hòa, Quyết Thắng, Tân Lập, Tân Mỹ, Thượng Cốc, Tự Do, Tuân Đạo, Văn Nghĩa, Văn Sơn, Vũ Bình, Xuất Hóa, Yên Nghiệp, Yên Phú.

## Giao thông
Lạc Sơn có quốc lộ 12B đi qua.

## Thắng cảnh và di tích lịch sử
- Hang Xóm Trại nằm ở phía đông sườn núi khu Trại, thuộc xóm Trại, xã Tân Lập, huyện Lạc Sơn [11][12]. Năm 2011, "Hang Xóm Trại" đã xếp hạng di tích khảo cổ cấp quốc gia. Ngày nay, di tích đã được tôn tạo phục vụ cho mục đích tham quan và nghiên cứu
- Thác Mu là một trong những thác nước đẹp trên cao . Điểm điến hấp dẫn vào những thời điểm mùa hè